# Paridotea robusta
Paridotea robusta är en kräftdjursart som beskrevs av Nunomura 1985. Paridotea robusta ingår i släktet Paridotea och familjen tånglöss. Inga underarter finns listade i Catalogue of Life.